# Lüsslingen-Nennigkofen
Lüsslingen-Nennigkofen (toponimo tedesco) è un comune svizzero di 1 057 abitanti del Canton Soletta, nel distretto di Bucheggberg. È stato istituito il 1º gennaio 2013 con la fusione dei comuni soppressi di Lüsslingen e Nennigkofen; capoluogo comunale è Nennigkofen.